# 咸镜北道 (韩国)
咸镜北道（：／ Hamgyeongbuk do */?）是根据大韩民国法律划分的一个道，实际上由朝鲜民主主义人民共和国管辖。由于韩国声称其为朝鲜半岛唯一合法的政权，因此在韩国官方出版的地图包括了该区域。该区域除了包括朝鮮咸镜北道外，还包括朝鮮羅先特別市和两江道的部分地区。
咸镜北道属于以北五道之一，其事务归以北五道委员会管理。

## 人口
根据2008年的统计数据，该道的总人口有245万7,987人。

## 行政区划
韩国主张的咸镜北道行政区划共设3市、11郡。

### 市
- 清津市（청진）
- 罗津市（나진）
- 城津市（성진）

### 郡
- 镜城郡（경성）
- 明川郡（명천）
- 吉州郡（길주）
- 鹤城郡（학성）
- 富寧郡（부령）
- 茂山郡（무산）
- 會寧郡（회령）
- 鍾城郡（종성）
- 穩城郡（온성）
- 慶源郡（경원）
- 慶興郡（경흥）